# Mark Kratzmann
Mark Kratzmann (ur. 17 maja 1966 w Murgonie) – australijski tenisista, reprezentant w Pucharze Davisa.

## Kariera tenisowa
Kratzmann startując jeszcze w kategorii juniorów odniósł wiele sukcesów. W 1982 roku zwyciężył w Australian Open w grze pojedynczej chłopców, a w 1984 roku wygrał wszystkie juniorskie odsłony wielkiego szlema, z wyjątkiem Rolanda Garrosa, w którym osiągnął finał. W grze podwójnej chłopców został mistrzem Wimbledonu w 1983 roku, a w 1984 roku awansował do finału.
Jako zawodowiec Włoch zaczął startować w 1984 roku, a kontynuował swoją karierę do 1996 roku. W grze pojedynczej doszedł do 2 finałów rangi ATP Challenger Tour. Największe sukcesy odnosił jako deblista wygrywając łącznie 18 turniejów rangi ATP World Tour oraz osiągnął 12 finałów, w tym finał Australian Open z 1989 roku.
W Pucharze Davisa startował w 1990 i 1991 roku grając w 3 spotkaniach deblowych, z których 2 wygrał.
W rankingu gry pojedynczej Kratzmann najwyżej był na 50. miejscu (26 marca 1990), a w klasyfikacji gry podwójnej na 5. pozycji (16 kwietnia 1990).

### Finały w turniejach ATP Challenger Tour

#### Gra pojedyncza (0–2)
| Końcowy wynik | Nr | Data                | Turniej  | Nawierzchnia | Przeciwnik w finale | Wynik finału  |
| Finalista     | 1. | 4 października 1987 | Brisbane | Twarda       | John Frawley        | 2:6, 2:6      |
| Finalista     | 2. | 26 listopada 1989   | Tasmania | Dywanowa     | Todd Woodbridge     | 3:6, 6:1, 2:6 |

### Finały w turniejach ATP World Tour

#### Gra podwójna (18–12)
| Legenda                                      |
| -------------------------------------------- |
| Wielki Szlem                                 |
| Igrzyska olimpijskie                         |
| Tennis Masters Cup / ATP Finals              |
| ATP Masters Series / ATP Tour Masters 1000   |
| ATP International Series Gold / ATP Tour 500 |
| ATP International Series / ATP Tour 250      |

| Końcowy wynik | Nr  | Data                 | Turniej                    | Nawierzchnia    | Partner           | Przeciwnicy w finale           | Wynik finału  |
| Finalista     | 1.  | 15 czerwca 1986      | Londyn (Queen’s)           | Trawiasta       | Darren Cahill     | Kevin Curren Guy Forget        | 2:6, 6:7      |
| Zwycięzca     | 1.  | 24 sierpnia 1986     | Cincinnati                 | Twarda          | Kim Warwick       | Christo Steyn Danie Visser     | 6:3, 6:4      |
| Finalista     | 2.  | 2 listopada 1986     | Hongkong                   | Twarda          | Pat Cash          | Mike De Palmer Gary Donnellye  | 6:7, 7:6, 5:7 |
| Zwycięzca     | 2.  | 18 października 1987 | Sydney                     | Twarda (hala)   | Darren Cahill     | Boris Becker Robert Seguso     | 6:3, 6:2      |
| Zwycięzca     | 3.  | 1 listopada 1987     | Hongkong                   | Twarda          | Jim Pugh          | Marty Davis Brad Drewett       | 6:7, 6:4, 6:2 |
| Zwycięzca     | 4.  | 3 stycznia 1988      | Adelaide                   | Twarda          | Darren Cahill     | Carl Limberger Mark Woodforde  | 4:6, 6:2, 7:5 |
| Zwycięzca     | 5.  | 10 stycznia 1988     | Sydney                     | Twarda          | Darren Cahill     | Joey Rive Bud Schultz          | 7:6, 6:4      |
| Finalista     | 3.  | 8 stycznia 1989      | Adelaide                   | Twarda          | Glenn Layendecker | Neil Broad Stefan Kruger       | 2:6, 6:7      |
| Finalista     | 4.  | 29 stycznia 1989     | Australian Open, Melbourne | Twarda          | Darren Cahill     | Rick Leach Jim Pugh            | 4:6, 4:6, 4:6 |
| Zwycięzca     | 6.  | 18 czerwca 1989      | Londyn (Queen’s)           | Trawiasta       | Darren Cahill     | Tim Pawsat Laurie Warder       | 7:6, 6:3      |
| Zwycięzca     | 7.  | 6 sierpnia 1989      | Stratton Mountain          | Trawiasta       | Wally Masur       | Pieter Aldrich Danie Visser    | 6:3, 4:6, 7:6 |
| Zwycięzca     | 8.  | 8 października 1989  | Brisbane                   | Twarda          | Darren Cahill     | Broderick Dyke Simon Youl      | 6:4, 5:7, 6:0 |
| Finalista     | 5.  | 15 października 1989 | Sydney                     | Twarda (hala)   | Darren Cahill     | David Pate Scott Warner        | 3:6, 7:6, 5:7 |
| Zwycięzca     | 9.  | 14 stycznia 1990     | Sydney                     | Twarda          | Pat Cash          | Pieter Aldrich Danie Visser    | 6:4, 7:5      |
| Zwycięzca     | 10. | 4 marca 1990         | Memphis                    | Twarda (hala)   | Darren Cahill     | Udo Riglewski Michael Stich    | 7:5, 6:2      |
| Zwycięzca     | 11. | 15 kwietnia 1990     | Tokio                      | Twarda          | Wally Masur       | Kent Kinnear Brad Pearce       | 3:6, 6:3, 6:4 |
| Zwycięzca     | 12. | 6 maja 1990          | Singapur                   | Twarda          | Jason Stoltenberg | Brad Drewett Todd Woodbridge   | 3:6, 6:3, 6:4 |
| Zwycięzca     | 13. | 24 czerwca 1990      | Manchester                 | Trawiasta       | Jason Stoltenberg | Nick Brown Kelly Jones         | 6:3, 2:6, 6:4 |
| Zwycięzca     | 14. | 15 lipca 1990        | Newport                    | Trawiasta       | Darren Cahill     | Todd Nelson Bryan Shelton      | 7:6, 6:2      |
| Zwycięzca     | 15. | 12 sierpnia 1990     | Cincinnati                 | Twarda          | Darren Cahill     | Neil Broad Gary Muller         | 7:6, 6:2      |
| Finalista     | 6.  | 4 listopada 1990     | Paryż                      | Dywanowa (hala) | Darren Cahill     | Scott Davis David Pate         | 7:5, 3:6, 4:6 |
| Finalista     | 7.  | 13 stycznia 1991     | Sydney                     | Twarda          | Darren Cahill     | Scott Davis David Pate         | 6:3, 3:6, 2:6 |
| Finalista     | 8.  | 5 stycznia 1992      | Adelaide                   | Twarda          | Jason Stoltenberg | Goran Ivanišević Marc Rosset   | 6:7, 6:7      |
| Finalista     | 9.  | 17 maja 1992         | Rzym                       | Ceglana         | Wayne Ferreira    | Jakob Hlasek Marc Rosset       | 6:7, 6:7      |
| Zwycięzca     | 16. | 14 lutego 1993       | Mediolan                   | Dywanowa (hala) | Wally Masur       | Tom Nijssen Cyril Suk          | 4:6, 6:3, 6:4 |
| Zwycięzca     | 17. | 21 lutego 1993       | Stuttgart                  | Dywanowa (hala) | Wally Masur       | Steve DeVries David Macpherson | 6:3, 7:6      |
| Finalista     | 10. | 16 maja 1993         | Rzym                       | Ceglana         | Wayne Ferreira    | Jacco Eltingh Paul Haarhuis    | 4:6, 6:7      |
| Zwycięzca     | 18. | 9 stycznia 1994      | Adelaide                   | Twarda          | Andrew Kratzmann  | David Adams Byron Black        | 6:4, 6:3      |
| Finalista     | 11. | 16 stycznia 1994     | Sydney                     | Twarda          | Laurie Warder     | Darren Cahill Sandon Stolle    | 1:6, 6:7      |
| Finalista     | 12. | 14 sierpnia 1994     | Cincinnati                 | Twarda          | Wayne Ferreira    | Alex O’Brien Sandon Stolle     | 7:6, 3:6, 2:6 |